# アリコット数列
アリコット数列（英語: aliquot sequence）は、各項が直前の項の自分自身を除く約数の和となっている再帰数列である。自然数 k から始まるアリコット数列は、約数関数 σ1 によって次のように定義される：
s0 = k
sn = σ1(sn−1) − sn−1.
例えば、10 から始まるアリコット数列は 10, 8, 7, 1, 0 である。すなわち、
σ1(10) − 10 = 5 + 2 + 1 = 8
σ1(8) − 8 = 4 + 2 + 1 = 7
σ1(7) − 7 = 1
σ1(1) − 1 = 0
多くのアリコット数列は、素数、続いで 1 (素数の自分自身を除く約数は1のみ)、続いで 0 (1は自分自身以外の約数がない) となって終了する (A080907)。終了しないアリコット数列にはいくつかの場合があり、
- 完全数は周期 1 の繰り返しとなる。例えば 6 のアリコット数列は 6, 6, 6, 6, ... である。
- 友愛数は周期 2 の繰り返しとなる。例えば 220 のアリコット数列は 220, 284, 220, 284, ... である。
- 社交数は周期 3 以上の繰り返しとなる（「社交数」は友愛数を含んだ用語として使われることもある）。例えば 1264460 のアリコット数列は 1264460, 1547860, 1727636, 1305184, 1264460, ... である。
- 完全数、友愛数、社交数のいずれでもないが、最終的には周期的な繰り返しとなる数もある。例えば 95 のアリコット数列は 95, 25, 6, 6, 6, 6, ... である。95 のように、自身が完全数ではないが最終的に周期 1 の繰り返しとなる数を aspiring numbers という (A063769)。

ウジェーヌ・シャルル・カタランは、あらゆるアリコット数列は素数、完全数、友愛数、社交数のいずれかで終了すると予想した。この予想が正しくない場合、非周期的で無限に続くアリコット数列が存在する事になる。未だに多くの数についてアリコット数列が最後まで決定されておらず、その中にカタランの予想の反例があるかもしれない。このような数のうち最初の5個である 276, 552, 564, 660, 966 をディック・レーマーに因んで"レーマーの五数"(Lehmer Five)と呼ぶ。
2015年4月現在、10万以下の自然数のうち 898 個、100万以下では 9190 個のアリコット数列が未決定である。